# Свейгдир
Свейгдир (исл. Sveigðir) — легендарный правитель свеев из династии Инглингов, персонаж «Саги об Инглингах», входящей в состав «Круга Земного».

## В средневековых источниках
Согласно «Саге об Инглингах», Свейгдир был сыном Фьёльнира. Он «дал обет найти Жилище Богов и старого Одина» и пять лет путешествовал по разным странам, включая «Великую Швецию» и «Страну Турок», но не нашёл то, что искал. Спустя какое-то время Свейгдир отправился во второе путешествие. На востоке Швеции, близ усадьбы У Камня, согласно «Саге об Инглингах», карлик заманил конунга в огромный камень, сказав ему, будто там он встретится с Одином. Из этого камня Свейгдир так и не вышел.
Тьодольв из Хвинира говорит о конце Свейгдира следующее:

Свейгдира раз

Зазвал обманом,

Заворожил

Житель скальный,

Когда пред ним,

Наследником Дусли,

Камень отверз

Ненавистник света.

И славный вождь

Канул под своды

Пышных палат

Племени Мимира.
— Сага об Инглингах XII.
«Сага об Инглингах» говорит, что Свейгдир был женат на Ване из Жилища Ванов. У него был сын Ванланди, ставший конунгом после смерти отца.

## Мнения учёных
Единственный сохранившийся источник, рассказывающий о Свейгдире, — «Круг земной» Снорри Стурлусона, сборник саг, составленный в XIII веке. Письменная традиция о ранних Инглингах возникла не раньше XII века, а потому она крайне ненадёжна. По выражению исследовательницы Гвинн Джонс, это скорее «мир легенд и сказок», чем мир истории.
Клаус Крэг видит в рассказе Снорри о Свейгдире, его отце Фьёльнире, сыне Ванланди и внуке Висбуре отражение учения о четырёх стихиях: Свейгдира убила земля, Фьёльнира — вода, Ванланди — воздух, а Висбура — огонь. Джон Мак-Киннелл предположил, что речь здесь идет скорее о трёх разрушительных силах природы. Описание смерти Свейгдира, по мнению Мак-Киннелла, может быть метафорой бесплодия.